# Frankie i Johnny
Frankie i Johnny (títol original en anglès: Frankie and Johnny) és una pel·lícula estatunidenca de Garry Marshall estrenada l'any 1991. Ha estat doblada al català.

## Argument
Després d'haver-hi passat 18 mesos a la presó per falsificació, durant els quals descobreix el gust per la cuina i la literatura, Johnny és contractat com a cuiner en un restaurant de Nova York. Hi coneix Frankie, una cambrera de naturalesa solitària i comença a experimentar un interès per ella. Però aquesta ha tingut molt dolentes experiències amb els homes i se'n malfia.

## Repartiment
- Al Pacino: Johnny
- Michelle Pfeiffer: Frankie
- Hector Elizondo: Nick
- Nathan Lane: Tim
- Kate Nelligan: Cora
- Greg Lewis: Tino
- Gordon Belson: Marlon
- Sean O'Bryan: Bobby
- Glenn Plummer: Peter
- Shannon Wilcox: Christine
- Ele Keats: Artemis
- Dante Spinotti: Un home al bus (no surt als crèdits)

## Producció
Kathy Bates, que havia encarnat Frankie a la versió teatral, va fer campanya amb la finalitat d'interpretar de nou aquest paper, però finalment Michelle Pfeiffer va ser l'escollida, cosa que va ser acollida amb una certa negativitat atès que l'actriu era massa seductora per posar el seu perfil a un personatge profund. Jeff Bridges va ser preseleccionat per tenir el principal paper masculí, abans que fos finalment confiat a Al Pacino, el qual troba per segona vegada l'actriu després de Scarface.

## Rebuda

### Acollida de la critica
Frankie i Johnny és globalment ben acollit pels critiques país anglòfons, obtenint un 78 % de parers favorables en el lloc Rotten Tomatoes, sobre la base de divuit comentaris i una nota mitjana de 6.8/10.

### Box-oficce
El primer cap de setmana d'explotació, Frankie i Johnny arrenca a la tercera posició del box-oficce americà amb 4,768 milions de dòlars de recaptació, però arriba al segon lloc durant les seves dues primeres setmanes al cartell amb 10,573 milions. Finalment, Frankie i Johnny suma 22.773.535 $.

## Premis i nominacions
Kate Nelligan ha assolit el BAFTA a la millor actriu secundària i Michelle Pfeiffer ha estat nominada pel Globus d'Or a la millor actriu musical o còmica l'any 1992.